# 홍콩해양공원

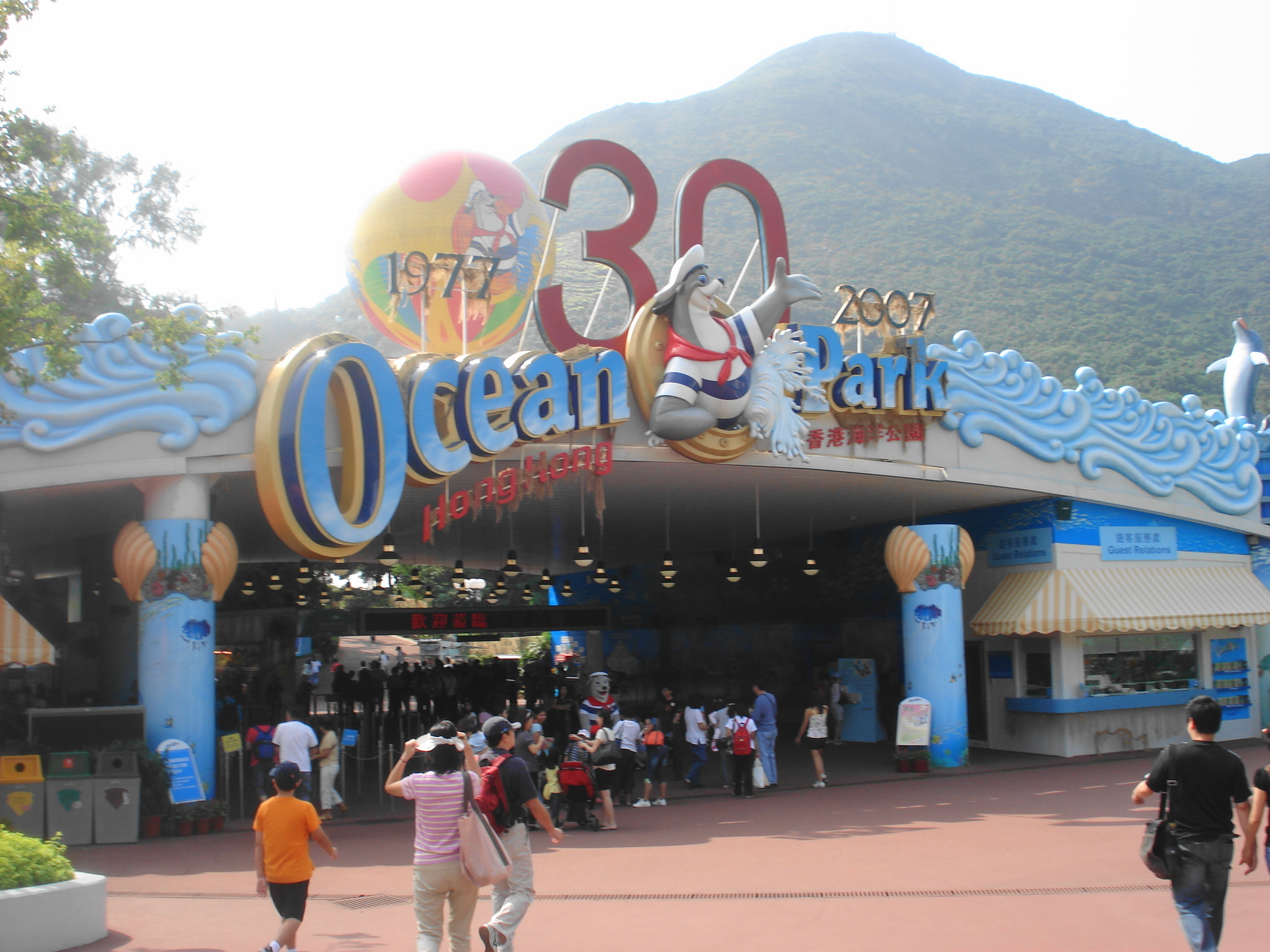
홍콩오션파크 입구

홍콩오션파크 (홍콩해양공원) (香港海洋公園, Ocean Park)은 홍콩 애버딘의 동쪽 딥워터베이에 면하는 구릉지대에 조성된 종합 레저랜드이다. 북쪽 산 위에 위치한 헤드랜드 공원에는 돌고래, 물개의 쇼를 구경할 수 있는 해양극장과 산호초 속을 열대어가 헤엄치는 해양관, 바다표범, 돌고래 등의 자연 그대로 이 상태를 보여주는 웨이브코프 등이 있고, 해안을 향해 펼쳐진 로랜드 공원에는 워터 월드라는 이름의 수상낙원이 있다. 또 로프웨이, 제트 코스터, 에스컬레이터 등 스릴이 넘치는 탈 것이 설치되어 있으며, 산 위에서의 조망도 뛰어나다.

## 관광 정보
2017년 기준 입장료는 12세 이상 438홍콩달러, 12세 이하 어린이는 219홍콩달러다. MTR 사우스아일랜드 선의 오션 파크 역에서 하차하면 바로 갈 수 있다.
생일자는 당일에 한하여 무료로 입장할 수 있다.

## 참고 자료
1. ↑  http://m.news.naver.com/read.nhn?oid=022&aid=0003191208&sid1=103&mode=LSD
2. ↑  https://reservation.oceanpark.com.hk/nonticketholder/en#